# Martinova bouda
Martinova bouda (auch Martinovka, früher Martinsbaude) ist ein privates Berghotel in Tschechien, das auf eine ehemalige Bergbaude im zentralen Teil des Riesengebirges zurückgeht.

## Lage
Das Hotel liegt im oberen Teil einer Talsenke zwischen dem Gipfel der Großen Sturmhaube (polnisch Śmielec, tschechisch Smělec) und der runden Kuppe des Hohen Rades  (polnisch Wielki Szyszak, tschechisch Vysoké Kolo) auf einer Höhe von 1255 Metern oberhalb des Labský důl (Elbgrund).
Das Tal mit dem Namen Martinsgrund oder Hofgraben gehört zu den mythischen Siebengründen (tschechisch Sedmidolí), die mit ihren Gewässern das eigentliche Quellgebiet der Elbe bilden. Hier ist es das Martinswasser, das dem Elbseifen (der westliche große Elbzufluss) zufließt. Zuvor stürzt der Gebirgsbach, der auch Hofbach (tschechisch Dvorský potok) genannt wird, in einem 68 Meter hohen Wasserfall, dem Hofgrabenfall (Dvorský vodopád) in die Tiefe.
Verwaltungstechnisch gehören die Wiesen rund um das Gebäude zur Gemarkung Bedřichov (Friedrichsthal), einem  Ortsteil von Špindlerův Mlýn im Bezirk Trutnov (Trautenau) und damit zur Region Königgrätz (Královéhradecký kraj).

## Geschichte

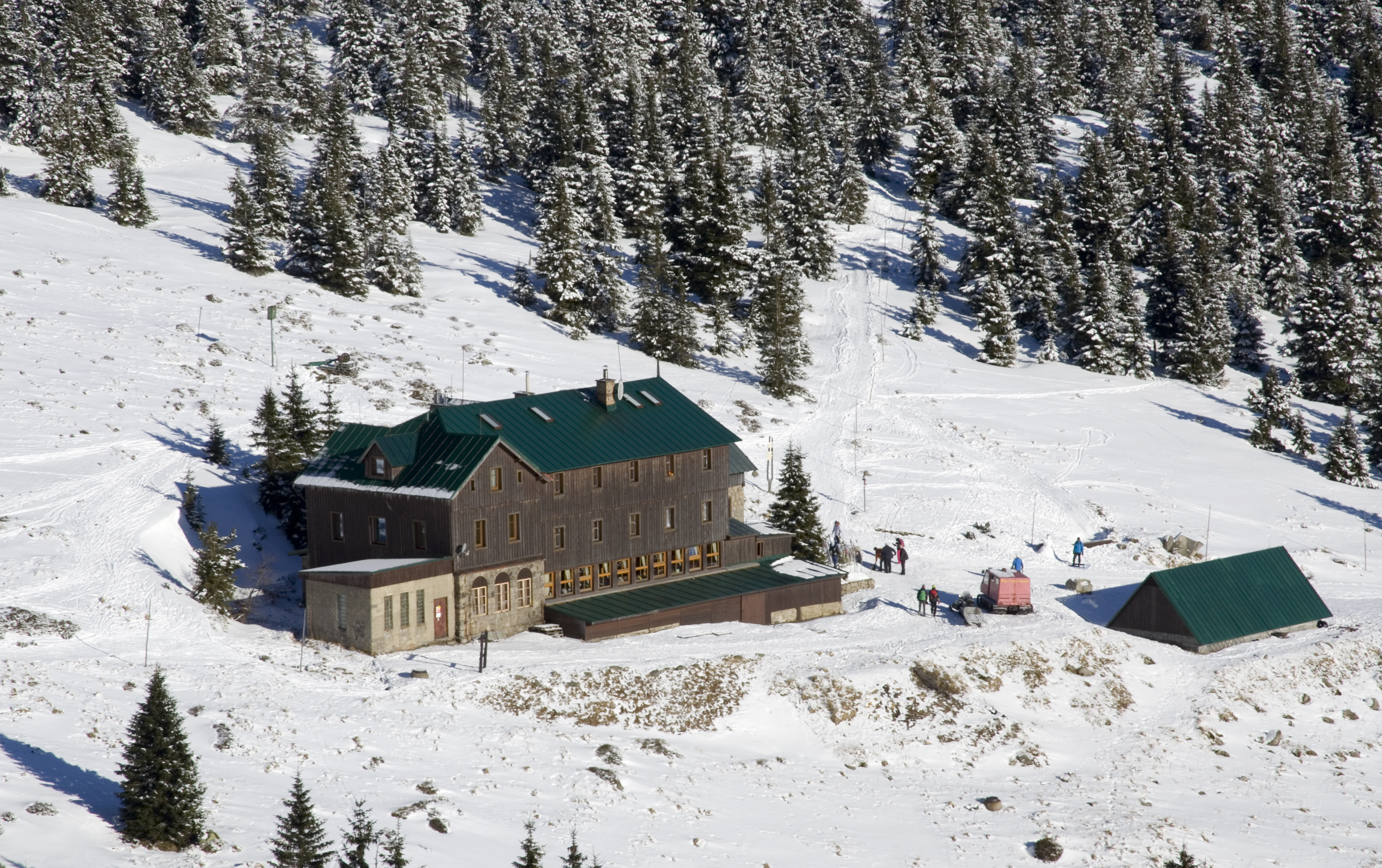
Martinsbaude (Martinova bouda) im Winter (2014)

Die Geschichte der Wiesenenklave rund um die Martinsbaude geht auf die Zeit des Dreißigjährigen Krieges zurück. Rings um das Riesengebirge waren Menschen vor marodierenden Söldnerheeren aus den Tälern in höhere Gebiete des Gebirges geflohen und fingen an die neue Heimat zu kultivieren. Viele der Flüchtlinge, die sich in den oberen Abschnitt des Martinsgrunds gerettet hatten, wurden Hirten und verwandelten im Laufe der Zeit fast den gesamten Südhang unter dem Gipfel des Hohen Rades in eine riesige Wiese. Eine erste urkundliche Erwähnung findet sich aus dem Jahr 1642.
So entstanden vielerorts ähnliche Rodungsflächen, die vorwiegend zur Almwirtschaft genutzt wurden. Diese ausgedehnten Wiesenflächen sind für das Riesengebirge geradezu charakteristisch. Weitere Beispiele sind die Fuchswiese unterhalb des Fuchsbergs (Liščí hora), die Auerwiesbauden (Tetřeví boudy) oder die Wiesenenklave an den Hinteren Rennerbauden (Zadní Rennerovky) am Friesberg (Světlý vrch).
Im 17. Jahrhundert kam das Gebiet unter die Herrschaft der Grafen von Harrach aus Starkenbach (Jilemnice), die den damals einfachen Schuppen mit Stube und einigen Stallungen zusammen mit den umliegenden Weiden an Bauern aus Spindlermühle verpachteten.
1795 erbaute der Pächter Martin Erlebach dann jene Baude, die bis heute seinen Namen trägt.
Im Jahr 1879 ließ Johann Nepomuk Graf von Harrach die Baude zu einem zweigeschossigen Berghof mit Restaurant und Gästezimmern umbauen. Weiterhin gehörten Viehställe zum Anwesen. Die ersten Pächter stammten aus der Familie Hollmann, die zu den frühesten Siedlern im Riesengebirge zählte. Im selben Jahr ließ der Graf auch den nach ihm benannten Harrachweg durch das Elbtal anlegen, der blau markiert vom Mädelsteg (Dívčí Lávky) beim Zusammenfluss von Elbseifen und Weißwasser (Bílé Labe) zur Elbfallbaude (Labská Bouda) führt.
Neben der Winterbaude gab noch zwei Sommerbauden. Diese leichter gebauten Behausungen waren nur im Sommer bewohnt und wurden nach dem Verbot der Waldweide, das als Maßnahme zur Steigerung des Holzertrags erlassen worden war, im Jahre 1899 abgerissen. Im Zuge von weiteren umfangreichen Baumaßnahmen wurde die Martinsbaude ebenfalls abgebrochen, aber wieder neu aufgebaut und bot von nun an ihren Gästen etwa 50 Zimmer.
Von 1906 bis 1914 trug das Anwesen den Namen „Graf Harrach´sche Martinsbaude“.
1912 übernahm der aus Neupaka (Nová Paka) stammende Hotelier Otakar Hloušek die Baude von Vincenz Hollmann. Er erweiterte das Hotel um den bis heute erhalten gebliebenen Anbau, der rechtwinklig am Hauptgebäude ansetzt. Er warb besonders um böhmische Touristen und gab dadurch dem Fremdenverkehr wichtige Impulse.
Nach dem Ersten Weltkrieg und Ende der Donaumonarchie gingen die gräflichen Ländereien im Rahmen einer Bodenreform in tschechischen Staatsbesitz über. Das Berghotel wurde vom damaligen Pächter Ferdinand Nejedlý weitergeführt.
1938, nach dem Münchner Abkommen und Annexion des Sudetenlandes, kam die Martinsbaude erneut in den Besitz der Familie Hollmann.
Inwiefern die Brüder Hollmann tatsächlich auch Eigentümer wurden, darf ungeklärt bleiben, denn die Besitzverhältnisse änderten sich schon bald. Nach dem Zweiten Weltkrieg und der Vertreibung der deutschen Bevölkerung wurde die Baude abermals verstaatlicht. Der Gastbetrieb wurde vermutlich wie bei anderen Herbergen als staatlich bewirtschaftetes Erholungsheim weitergeführt.
In den 1950er Jahren wurde der Bergrettungsdienst „Górskie Ochotnicze Pogotowie Ratunkowe“ (“GOPR”) auf den Hütten durch  berufliche Bergretter organisiert. So wurde 1956 hier der Bergrettungsmann, Bergsteiger und Skisportler Kamil Šubert Baudenverwalter und Wirt. Seine Tochter, die berühmte Tennisspielerin Martina Navrátilová, verbrachte hier die ersten Jahre ihrer Kindheit und verdankt vielleicht diesem Ort auch ihren Vornamen.
Ab 1965 begann man damit, die Kammbauden durch unterirdisch verlegte Kabel und Wasserleitungen an das Versorgungsnetz anzuschließen. Etwa um das Jahr 1969 wurde dann auch die Martinovka zusammen mit dem Stahlbetonneubau der Elbfallbaude mit dem Netz verbunden.
1989, nach dem Umbruch der Samtenen Revolution, wurden viele der zuvor staatlich bewirtschafteten Hotels wieder privatisiert und seither dient auch die „Martinova bouda“ wieder uneingeschränkt dem nicht amtlich regulierten Fremdenverkehr.

## Tourismus
Die Martinovka kann über verschiedene Wege erreicht werden:

▬ Grün markiert führt der kürzeste Wanderweg, aus der Stadtmitte Spindlermühle heraus, zunächst zum Parkplatz „Medvedi koleno“ (Bärenknie), der an einer Haarnadelkurve, etwa 900 Meter über dem Meeresspiegel liegt. Hier beginnt das steilste Stück der Strecke, bei der insgesamt 7 Kilometer und 540 Meter Höhenunterschied überwunden werden müssen. Bevor man die Martinsbaude erreicht, geht es noch an der „Medvědí Bouda“ (Bärengrundbaude) vorbei. Ab hier muss man weitere 200 Meter höher den Berg hinauf.
▬ Blau beschildert zweigt der Korallensteinweg bei der Martinsbaude vom grün gekennzeichneten Wanderpfad ab. Er führt in nordöstlicher Richtung auf den Pass „Sedlo nad Martinovkou“, zwischen Großer Sturmhaube und den Mannsteinen. In der Übersetzung bedeutet der Name „Pass oberhalb der Martinsbaude“, auf Polnisch heißt er Czarna Przelecz und im Deutschen Agnetendorfer bzw. Schwarzer Pass.  Am Scheitel, auf einer Höhe von etwa 1350 Metern, kreuzt der Weg den rot markierten „Weg der polnisch-tschechischen Freundschaft“ und leitet weiter, am Rand der Agnetendorfer Schneegrube (Czarny Kocioł Jagniątkowski) und dem Gebirgsbach Schneegrubenwasser (Wrzosówka) entlang, hinunter ins polnische Jagniątków (Agnetendorf).
Folgt man, statt abzubiegen, den grünen Wegzeichen geht es, an einem einfachen Brunnen mit Namen „Studánka U Martinovky“ (Brünnlein bei der Martinsbaude) vorbei, auf mittlerer Höhe weiter Richtung Elbfall (Labský vodopád), Elbfallbaude und Elbquelle.
 Das rote M links ist ein sogenanntes „Stummes Zeichen“, tschechisch Němé značky, mit dem die Stangen der Wintermarkierung zur Martinovka gekennzeichnet sind.
Im Winter ist bei den nahe gelegenen „Brádlerovy boudy“ (Bradlerbauden) und der früheren Bärengrundbaude ein großes Skigebiet abgesteckt, dass im Auftrag der „Akciová společnost Ski Areál Špindlerův Mlýn“ betrieben wird. Zu dieser Jahreszeit kann die Verbindung nach Spindlermühle oft nur mit dem Motorschlitten sichergestellt werden. Bei wärmeren Temperaturen kann jedoch das Auto genommen werden, denn das Hotel steht in der weniger streng geschützten Zone II des Nationalparks Krkonošský národní park (KRNAP).